# Regionální muzeum v Českém Krumlově
Regionální muzeum v Českém Krumlově (dříve Okresní muzeum v Českém Krumlově) je muzeum v Českém Krumlově, které návštěvníkům představuje dějiny města a regionu. Sídlí v budově bývalého barokního jezuitského semináře.

## Historie
Nejstarší muzejní činnost ve městě je datovaná od roku 1891. V letech 1916 až 1938 zde fungovalo německé městské muzeum. V červnu 1946 bylo rozhodnuto o zřízení nového českokrumlovkého muzea. Za jeho sídlo byla zvolena budova na Horní ulici 152.

## Budova
Současná budova muzea byla postavená v období raného baroka mezi léty 1650 až 1652 na parcelách šesti středověkých domů. Poté ji využívali jezuité jako seminář. V roce 1750 se budova dočkala úprav. Po zrušení řádu jezuitů v roce 1773 byla budova nadále využívaná pro školské účely. V roce 1952 zde byla otevřena první muzejní výstava. V 70. letech 20. století probíhala rekonstrukce a muzeum provizorně sídlilo na druhém nádvoří hradu a zámku Český Krumlov. Zpátky se muzeum vrátilo v roce 1980.

## Sbírky

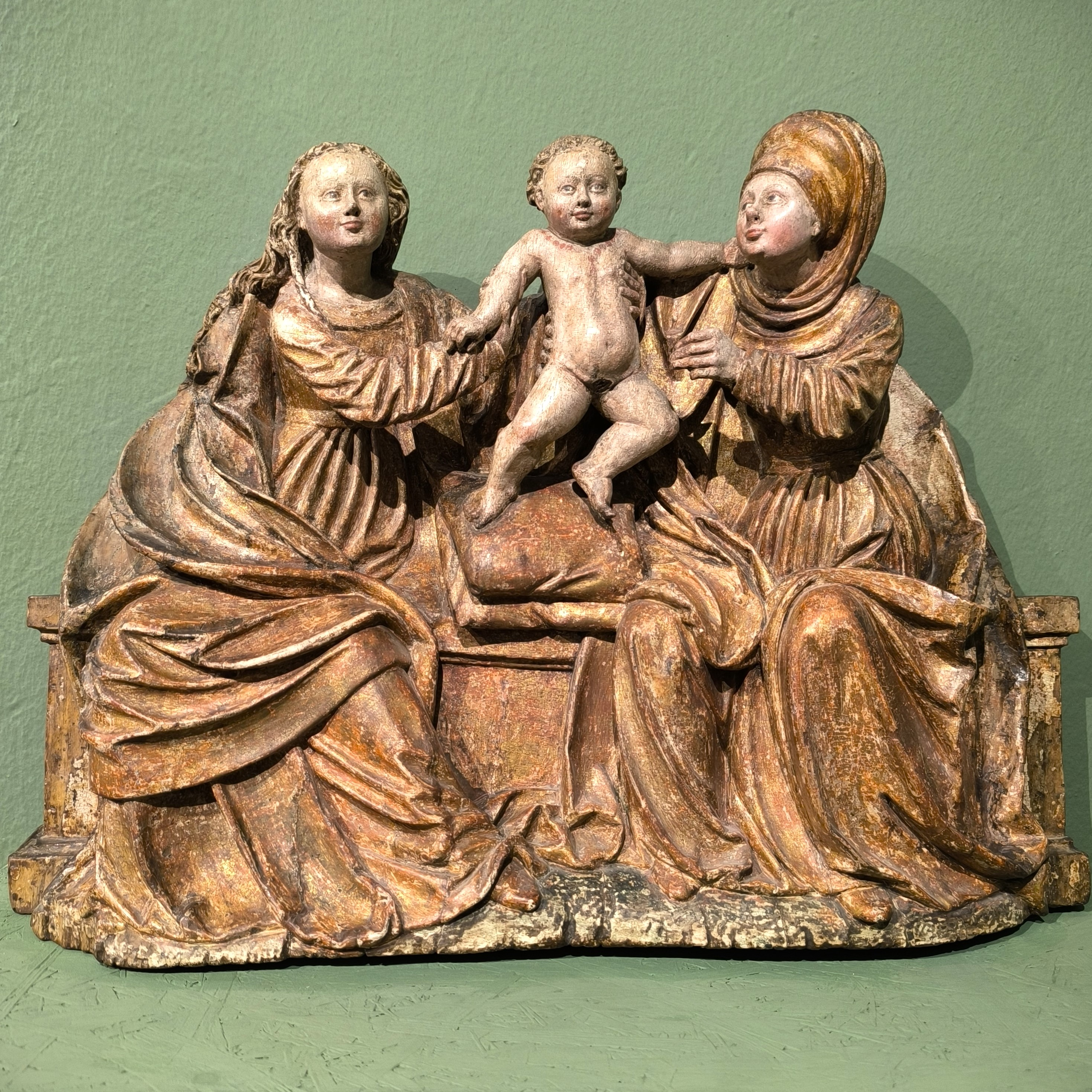
Sv. Anna Samotřetí z Velislavic, kolem 1500

Základ tvoří předměty z bývalého německého městského muzea. Ve sbírkách se nachází exponáty z oborů archeologie pravěku a středověku, dějin umění a řemesel, národopisu i historické farmacie. Unikátem je největší keramický model města na světě. Zobrazuje Český Krumlov okolo roku 1800 v měřítku 1:200. Autory jsou českokrumlovští výtvarníci, ing. arch. Petr Pešek a Jana Pešková.

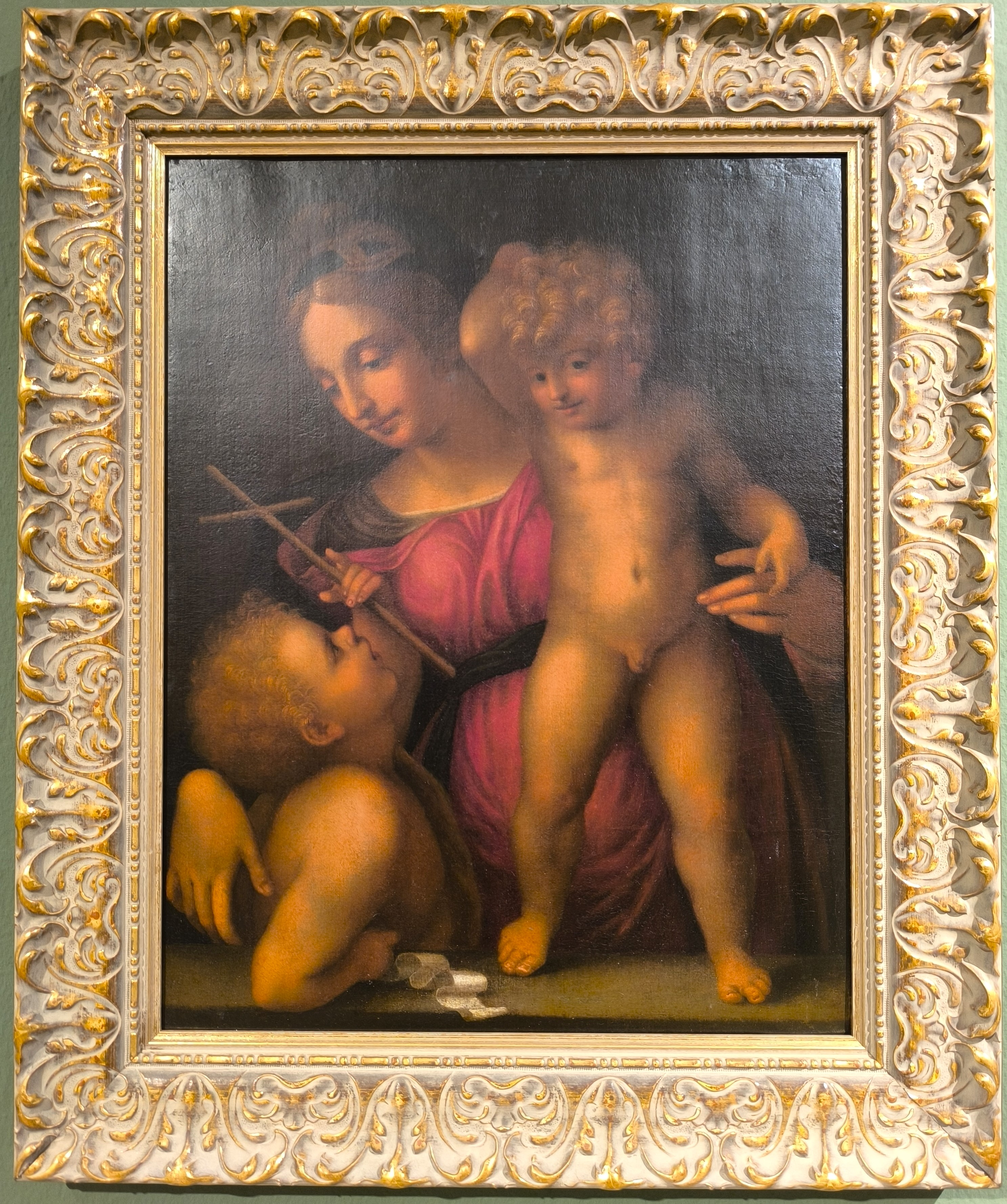
Rosso Fiorentino: Panna Maria s Ježíškem a Janem Křtitelem, kolem 1530

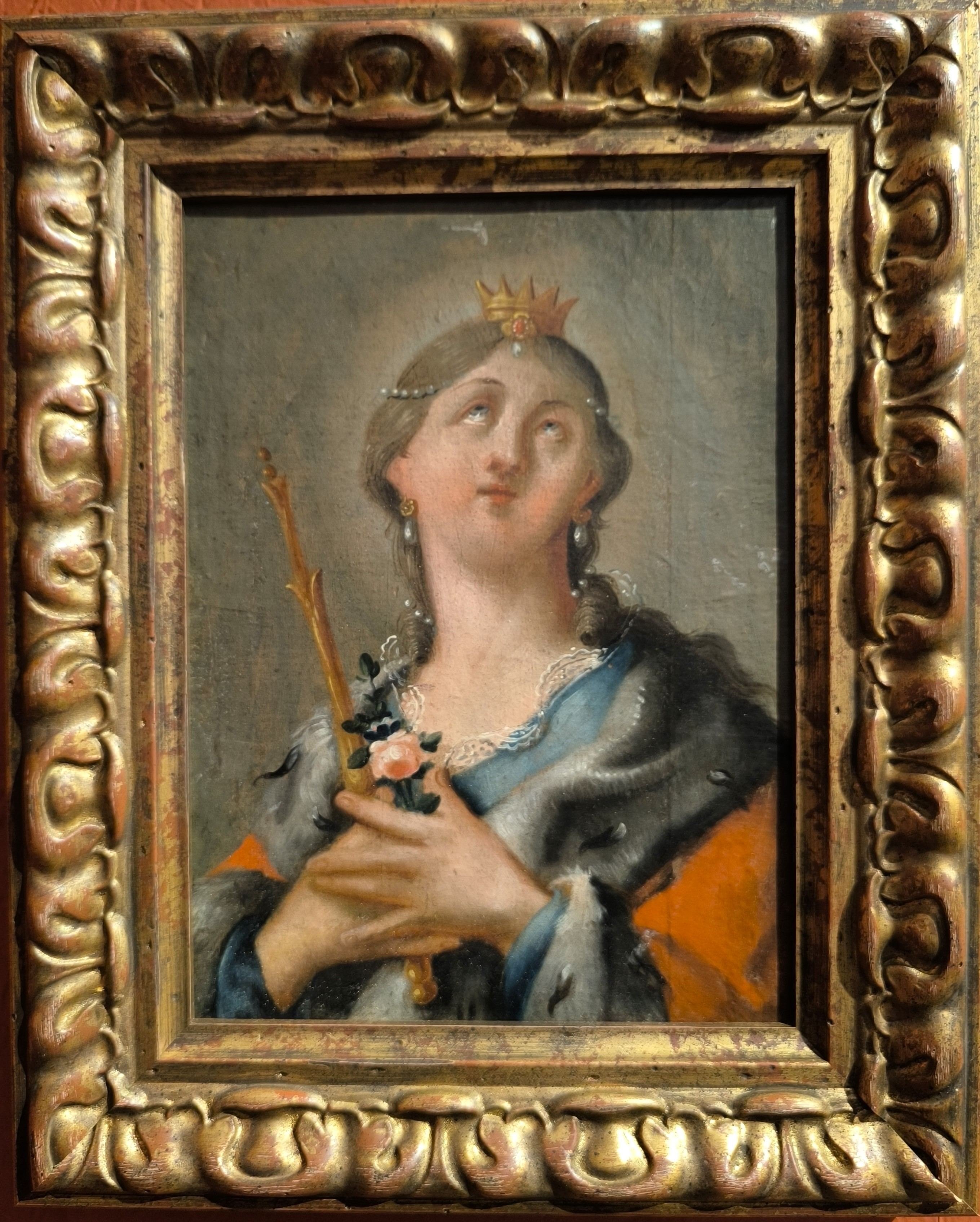
František Jakub Prokyš: Svatá Kateřina Alexandrijska, kolem 1770

Stálá expozice muzea je instalována ve třech podlažích budovy. Mezi hlavní exponáty patří:
- pozdně gotické sochy svatého Petra a svatého Pavla z kostela svatého Petra a Pavla ve Svérazu, které pocházejí z dílny mistra Oplakávání ze Žebráku.[3]
- vrcholně gotické sochy svaté Barbory a svaté Kateřiny z kostela svatého Tomáše ve Svatém Tomáši, které pocházejí z 80. let 14. století.[3]
- pozdně gotický křídlový oltář Zvěstování Páně, zvaný Archa ze Zátoně, namalovaný kolem roku 1460
- pozdně gotické sousoší svaté Anny Samotřetí z Velislavic, rozměrná dřevořezba z doby kolem roku 1500

- dobová replika obrazu Panny Marie s Ježíškem a malým Janem Křtitelem podle italského mistra manýrismu Giovanniho di Jacopo, zvaného Rosso Fiorentino
- barokní vybavení českokrumlovské jezuitské lékárny
- dvojice protějškových portrétů českokrumlovského knížete Josefa Adama ze Schwarzenbergu a jeho manželky Marie Terezie, z dílny vídeňského dvorního malíře Martina van Meytense
- drobný obraz svaté Kateřiny od schwarzenberského malíře doby rokoka Františka Jakuba Prokyše, namalovaný kolem roku 1770
- kolekce klasicistních obrazů světců a portrétů od českokrumlovského malíře francouzského původu Charlese Louise Philippota
- na chodbách jsou vybraná díla českokrumlovských výtvarníků 20. století, například socha Meditace Stanislava Zadražila nebo dvě tapisérie Věry Boudníkové.
- závěr expozice tvoří přehled hospodářských, politických a společenských dějin Českokrumlovska 19. a 20. století, dokumentovaný dobovými exponáty, fotografiemi a texty.

## Pobočky
- Památník – rodný dům Adalberta Stiftera s jeho obrazy a knihovnou v Horní Plané
- Dobrkovická jeskyně – programy pro veřejnost (Den lovců mamutů)